# جامعة ميلانو
جامعة ميلانو (بالإيطالية: Università degli Studi di Milano)‏ هي واحدة من أكبر الجامعات في إيطاليا، ويقدر عدد الطلاب فيها بنحو 64,918، بالإضافة لطاقم التدريس والمؤلف عددهم من 2500 أستاذ زائر وباحث وأيضا الطاقم غير التدريسي من إداريين وفنيين وعددهم 2300. الجامعة عضو في رابطة رابطة جامعات البحوث الأوروبية وهي بذلك تكون الجامعة الإيطالية الوحيدة المسجلة بالمجموعة المرموقة المكونة من عشرين جامعة أوروبية للبحوث المكثفة.
تقدم الجامعة 9 كليات، تشتمل على 134 تخصص دراسي (مقسمة بين برامج مستوى الدرجة الأولى والثانية)، 19 مدرسة متخصصة للدكتوراه، بالإضافة إلى 92مدرسة متخصصة في مختلف المجالات. 2500 أستاذ يمثلون أعلى تركيز للخبرة العلمية في المنطقة وأبحاث الجامعة مصنفة بين الأفضل في إيطاليا وأوروبا.
اتسع مجال نشاط جامعة ميلانو على مر السنين لتلبية احتياجات المجتمع سريع النمو. ونتيجة لذلك تم زيادة عدد الكليات بما في ذلك كليات الزراعة، الصيدلة، الطب البيطري، والعلوم السياسية والعلوم التطبيقية.
أيضا البحوث والأنشطة التعليمية في الجامعة تطورت على مر السنين، وتلقى الاعتراف الدولي الهام. فبالإضافة لعضوية الجامعة في رابطة رابطة جامعات البحوث الأوروبية، حازت الجامعة على تصنيفات عالية من عدد من الجهات.
تقع الجامعة في واحدة من المناطق الجغرافية الصناعية الكبرى في أوروبا، وتعمل جامعة ميلان بشدة في بيئة عمل لتغطي الأسواق المحلية والخارجية وحيث يذهب التقدم المعرفي يدا بيد مع نقل النتائج إلى العالم الصناعي. وهذا يشكل أولوية بالنسبة لسياسة الجامعة مع مجموعة واسعة من الخبرات، ويلعب ذلك دوراً حاسما في زيادة القدرة التنافسية للشركات من خلال عمليات الابتكار التي تولد منافع اقتصادية واجتماعية واسعة النطاق على المستوى الدولي.

## التاريخ
تأسست جامعة ميلانو في عام 1924، بحلول عام 1928، كان لدى الجامعة رابع أعلى عدد من الطلبة المسجلين في إيطاليا بعد جامعات نابولي وروما وبادوفا، وتكون الجامعة بذلك متميزة بالكادر التعليمي.

## الكليات
تحتوي الجامعة على 9 كليات موزعة كالتالي:
- كلية الزراعة
- كلية الرياضة وعلوم التدريب
- كلية العلوم الإنسانية
- كلية القانون
- كلية الرياضيات والفيزياء والعلوم الطبيعية
- كلية الصيدلة
- كلية الطب
- كلية العلوم السياسية
- كلية الطب البيطري

## من مشاهير الخريجين
- إنريكو بومبيري

## من مشاهير الأساتذة
- ريكاردو غالياتزي: أستاذ جراحة عظام. تولى إدارة عيادة العظام بالجامعة لخمسة وثلاثين عامًا.